# Саньмэнь
Саньмэ́нь (кит. упр. 三门, пиньинь Sānmén) — уезд городского округа Тайчжоу провинции Чжэцзян (КНР).

## История
Уезд был создан в июле 1940 года.
После образования КНР в 1949 году был создан Специальный район Тайчжоу (台州专区), и уезд вошёл в его состав. В 1954 году Специальный район Тайчжоу был расформирован, и уезд перешёл в состав Специального района Нинбо (宁波专区).
В 1957 году Специальный район Тайчжоу был воссоздан. В октябре 1958 года уезд Саньмэнь был расформирован, а его территория разделена между уездами Линьхай и Сяншань.
В 1962 году Специальный район Тайчжоу был восстановлен вновь, и воссозданный уезд Саньмэнь опять вошёл в его состав. В 1973 году Специальный район Тайчжоу был переименован в Округ Тайчжоу (台州地区).
Постановлением Госсовета КНР от 22 августа 1994 году округ Тайчжоу был преобразован в городской округ.

## Административное деление
Уезд делится на 3 уличных комитета, 6 посёлков и 1 волость.

## Экономика
В уезде расположена АЭС Саньмэнь компании CNNC.